# اوتو وال

اوتو وال (آلمانی: Otto Wahle؛ ۵ نوامبر ۱۸۷۹ – ۱۱ اوت ۱۹۶۳) یک شناگر اهل اتریش بود.
از افتخارات وی میتوان به کسب مدال برنز ۲۰۰ متر شنای با مانع و ۱۰۰۰ متر آزاد در بازی‌های المپیک تابستانی ۱۹۰۰ و ۴۴۰ یارد آزاد در بازی‌های المپیک تابستانی ۱۹۰۴ اشاره کرد.
وی در مسابقات کشوری و بین‌المللی در مجموع برندهٔ ۱ مدال برنز شده‌است.